# José Manuel Moreno Periñán
José Manuel Moreno Periñán, né le 7 mai 1969 à Amsterdam, est un coureur cycliste espagnol. Spécialiste du kilomètre sur piste, il a été champion du monde de la discipline en 1991 et champion olympique aux Jeux de 1992 à Barcelone.

## Palmarès

### Jeux olympiques
- Barcelone 1992
  -  Champion olympique du kilomètre

### Championnats du monde
- Stuttgart 1991
  -  Champion du monde du kilomètre
- Bordeaux 1998
  - 8e de la vitesse par équipes

### Jeux méditerranéens
- 1991
  -  Médaillé d'or du kilomètre
  -  Médaillé d'or de la vitesse

### Championnats nationaux
- Champion d'Espagne du kilomètre en 1988, 1989, 1990, 1991, 1993 et 1995
- Champion d'Espagne de vitesse en 1988, 1989, 1990, 1991, 1993 et 1998
- Champion d'Espagne de vitesse par équipes en 1995 et 1996